# Château de La Combe (Puyrenier)
Pour les articles homonymes, voir Château de la Combe.
Le château de La Combe est un château situé à Puyrenier dans le département de la Dordogne, en France. 

## Localisation
Le château de La Combe se situe dans le quart nord-ouest du département de la Dordogne, sur le territoire de l'ancienne commune de Puyrenier, qui a fusionné avec huit autres en 2017 pour former la commune nouvelle de Mareuil en Périgord. La façade nord surplombe la Nizonne qui coule à quelques mètres du château.
Il se situe notamment dans le Parc naturel régional Périgord-Limousin.

## Historique
Le 22 octobre 1607, Isabeau de Beauville, comtesse des Cars, autorisa, en tant que dame de la baronnie de Mareuil, Jean de Maillard à surélever la maison noble de Lacombe avec tours, terrasses, mâchicoulis, etc.Le château appartint à la famille Famille de Maillard du XVIIe siècle jusqu'à sa vente en 1961.

## Architecture
Laissé à l'abandon dans les années 1960, le château est restauré dans les années 1970. Le bâtiment principal comprend des logements du XVIe siècle et du XVIIe siècle, et accueille deux tours carrées. L'une, à haute toiture, accueille des mâchicoulis. Aujourd'hui une terrasse se situe au pied de la façade Nord, qui donne sur la Nizonne.